# الأم شجاعة وأبناؤها

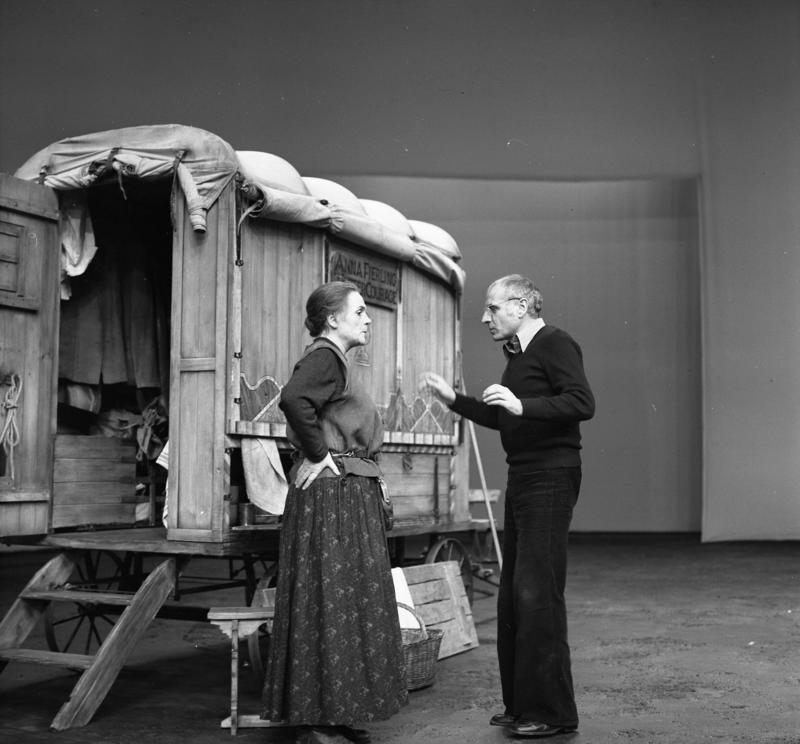

الأم شَجاعة وأبناؤها (Mother Courage and Her Children) هي مسرحية ألفها الشاعر والمسرحي الألماني برتولت بريشت في عام 1939 بمساهمة معتبرة من الكاتبة والممثلة الألمانية مارغريت ستيفن. وينظر لها من قبل الكثيرين على أنها أعظم مسرحية في القرن العشرين. وقد تكون أعظم مسرحية مناهضة للحرب على الإطلاق.

## السياق
الأم شَجاعة وأبناؤها هي واحدة من تسع مسرحيات ألفها بريشت لمقاومة صعود الفاشية والنازية. وقد أتم كتابتها في فترة تتجاوز الشهر بعد اجتياح بولندا من قبل جيش هتلر في العام 1939 . وكان المتخصصان في دراسة المسرح البريشتي رالف مانهاين وجون ويليت قد كتبا في مقدمتهما لمجموعة أعماله مايلي:
«يقال بأن الأم شَجاعة وأبنائها، والتي تعالج موضوع الأثار المدمرة للحرب في أروبا وحماقة كل من يأمل التكسب منها، قد كُتبت في شهر، ويستدل على ذلك بعدم وجود أي مسودات للمسرحية أو أي دراسات أولية لها. لا بد أنها كانت نتيجة لإلهام استثنائي.» 
المسرحية توافق مباديء بريشت للمسرح السياسي، حيث أن أحداثها لا تجري في الوقت المعاصر بل في حرب الثلاثين عام والتي استمرت من العام 1618 إلى 1648. فهي تحكي قصة آنا فيرلنج الملقبة بالأم شجاعة، وهي امرأة ماكرة تصر على التكسب من الحرب، حيث تملك مقصفًا. على مدار المسرحية تخسر آنا أبنائها الثلاثة بسبب ذات الحرب التي كانت تأمل في الكسب منها.

## نظرة عامة
اسم الشخصية الأساسية، الأم شجاعة، مأخوذ من رواية للكاتب الألماني غريميتسهاوزن من القرن السابع عشر. في راويته تصارع البطلة لشق طريقها باستخدام الحيلة في حرب الثلاثين عام. فيما عدا ذلك فقصة المسرحية تنسب لبريشت بالتعاون مع مارغريت ستيفن.
قصة المسرحية تأخذ مسارها في اثني عشر عامًا (1624 إلى 1636) مقدمة في اثنا عشر مشهد. لا يأخذ الجمهور خلالها الفرصة الكافية للشعور بالتعاطف لأي من الشخصيات. فالأم شجاعة لا تُصور كشخصية نبيلة، خلافًا للتراجيديا الكلاسيكية اليونانية التي تصور أبطالها كشخصيات فوق العادة، وهو ما يميز المسرح الملحمي البريشتي. وباستخدام تأثير التغرييب من قبل بريشت، فإنه بنهاية المسرحية لا يشعر الجمهور بالرغبة لتقليد شخصية البطلة، الأم شجاعة.
الأم شجاعة وأبنائها من ضمن أكثر أعمال بريشت شهرة، وتعد من قبل كثيرين أعظم مسرحية في القرن العشرين.
المسرحية تحاول أن تظهر بشاعة الحرب وأن الفضيلة لا تكافأ في الأوقات التي يسيطر عليها الفساد. بريشت استخدم البنية الملحمية لينحصر تركيز الجمهور على القضية المطروحة بدلًا من التعاطف مع الشخصيات. المسرح الملحمي هو شكل أدبي متميز وقد برز فيه بريشت. وهناك الكثير مما يشير إلى أن بريشت هو من ابتكر هذا الشكل.

## المسرح الملحمي
الأم شجاعة وأبنائها تعكس مفهوم بريشت للمسرح الملحمي والتغريب أو Verfremdungseffekt، بمعنى جعل الأشياء العادية تبدو غريبة وباعثة للتفكير. ويتم تحقيق التغريب عن طريق استخدام لافتات تكشف أحداث كل مشهد من المسرحية، والمجاورة، وتغيير الممثلين لأزيائهم على المسرح، والسرد، واستخدام أدوات وديكور بسيط. على سبيل المثال، قد تستخدم شجرة واحدة لتمثل غابة كاملة. أما الإضاءة فعادة ماتكون بيضاء قوية بغض النظر عن توقيت المشهد صيفًا كان أو شتاءً. ويتم استخدام الأغنيات لتتخلل مشاهد المسرحية وهي تبرز موضوع المسرحية وتعطي الجمهور فرصة لتأمل ما يريد المؤلف إيصاله لهم.

## الأدوار
- الأم شجاعة (آنا فيرلنج)
- كاترين (ابنتها البكماء)
- آيليف (ابنها الأكبر)
- سويس تشيز (ابنها الأصغر)
- مأمور التجنيد
- الرقيب
- الطاهي
- الجنرال السويدي
- القسيس
- مأمور المراسيم
- إيڤيت پوتير
- الرجل ذو الضمادة
- رقيب آخر
- العقيد العجوز
- موظف
- الجندي الشاب
- الجندي الأكبر سنًا
- القروي
- القروية
- شاب
- امرأة عجوز
- قروي آخر
- قروية أخرى
- قروي شاب
- ملازم
- صوت

## ملخص العمل

### المشهد الأول
أحداث المسرحية تجري في أروبا القرن السابع عشر أثناء حرب الثلاثين عام. تفتتح المسرحية بظهور مأمور التجنيد والرقيب يتذمران من صعوبة تجنيد المزيد من الرجال للحرب. الرقيب يرى أن الناس يحتاجون إلى الحرب فبدونها لا يوجد تنظيم. تنضم لهم الأم شجاعة (آنا فيرلنج) جارةً عربة مقصف حيث تبيع الطعام والخمر للعساكر، وتقدم أبنائها آيليف، وكاترين، وسويس تشيز. أراد مأمور التجنيد لآيليف أن يكون جنديًا، إلا أن الأم شجاعة أصرت على منعه. أخبرها الرقيب في محاولة لإقناعها أنه لم يتأذ من الحرب قط، فأخبرته أنه سيقتل لا محاله. ولتثبت له ذلك وضعت في خوذته ورقتان مرسوم على واحدة منهما صليب أسود وطلبت منه اختيار إحداهما. فيختار ذات الصليب والتي تعني موته، فيرتعب. استمرت الأم شجاعة في التنبؤ ببخت أبنائها، جميعهم اختاروا الصليب الأسود. آيليف سيموت لشجاعته الزائدة، وسويس تشيز لنزاهته، وكاترين لعطفها. أبدت الأم شجاعة حسرتها على مصير أبنائها. عندئذ قام الرقيب بعرض صفقة تجارية على الأم شجاعة لتحويل انتباهها ببينما يقوم مأمور التجنيد بتجنيد آيليف. وفيما هي تجادله في سعر الحزام، رحل آيليف مع مأمور التجنيد، إلا أنها لم تعرف إلا بعد فوات الأوان. فتنبأ لها الرقيب بدوره أنه «عندما تمنحها الحرب كل ماتكسبه، فسيأتي اليوم الذي تطالبها بشيء في المقابل.»

### المشهد الثاني
الأم شجاعة في مطبخ بجانب خيمة الجنرال السويدي البروتستانتي. كانت قد مرت عامان منذ أخذ آيليف. وفي تلك الأثناء يدخل كل من الجنرال ، وآيليف، والقسيس للخيمة بينما تقوم الأم شجاعة بمفاوضة الطاهي لتبيعه ديكًا. ثم يقوم الجنرال بتهنأة أيليف مشيدًا بشجاعته لقتله القرويين وذبحه ماشيتهم. تسترق الأم شجاعة السمع وتبدي قلقها من تردي الأوضاع فهي ترى أنه لابد وأن الجنرال قائد سيء ليحتاج رجالًا شجعانًا، فلو أنه قام بعمله كقائد كما يجب، الرجال العاديون سيوفون بباقي بالمهمة.
ثم أمر الجنرال الطاهي بإحضار اللحم والذي لايمكنه أن يحصل عليه إلا من الأم شجاعة وقتئذ. بعد ذلك يقوم آيليف بغناء «الصبية والجندي» فتجاريه أمه بالغناء بحماسه، فيلتقيان في المطبخ. الأم شجاعة سعيدة للقائها ابنها في حالة جيدة إلا أنها تقوم بتوبيخه ولكمه لتعريض نفسه للخطر.

### المشهد الثالث
بعد مرور ثلاث سنوات، يبدأ سويس تشيز بالعمل كصراف رواتب للجيش. تقوم إيڤيت پوتير، مومس المعسكر، بغناء «أغنية الإخاء» والتي تحكي قصتها مع عشيقها الجندي الهولندي بيتر، لتقوم الأم شجاعة باستخدام هذه الأغنية لتحذير ابنتها كاترين من التورط بعلاقات عاطفية مع الجنود. يقوم كلًا من القسيس والطاهِي بجلب رسالة من آيليف يطلب فيها المال ويوصلاها للأم شجاعة التي ترسل بدورها بعض المال مؤنبةً إياه على المزايدة على حبها له. وبينما يتحاور الثلاثة في موضوعات سياسية، تقوم كاترين بارتداء حذاء إيڤيت الأحمر ذو الكعب العالي. وعند اجتياح القوات الكاثوليكية للبلدة، يغير القسيس زيه ويقوم سويس تشيز بتخبئة صندوق مرتبات الجيش عن القوات الغازية، فيما تنتزع الأم شجاعة الحذائين من قدمي كاترين وتلطخ وجهها بالطين، فحين يظهر وجه جذاب قبالة جندي، تولد عاهرة جديدة. ثم تقوم الأم شجاعة بتغيير وسم عربتها على وجه السرعة من بروتستانتي إلى كاثوليكي. وفي ليلة ذلك اليوم، يلقي الكاثوليك القبض على سويس تشيز أثناء محاولته إعادة صندوق المرتبات لقائده. حين التقوا بالأم شجاعة تظاهرت وسويس تشيز بعدم معرفة أحدهما للآخر، إلا أن الأم حاولت إقناع سويس تشيز بإعطائهم صندوق المرتبات. يأخذ الجنود سويس تشيز بعيدًا، وتهم الأم شجاعة بمقايضة القوات الكاثوليكية لإطلاق سراح ابنها بعد أن رهنت عربتها عند إيڤيت، آملة في استعادة عربتها بمال صندوق المرتبات، حيث أرسلت إيڤيت لترشو الرجل ذو الضمادة بمئتي جيلدر. تعود إيڤيت لتخبر الأم شجاعة بموافقة الرجل ذو الضمادة، وأن سويس تشيز قد اعترف تحت التعذيب بأنه رمى صندوق المرتبات في النهر قبل إلقاء القبض عليه. فتتردد الأم بعد أن أدركت أنها لن تستطيع استعادة عربتها، وتطلب من إيڤيت أن تعود بعرض آخر وهو 120 جيلدر. يرفض الرجل ذو الضمادة العرض ويُقتل سويس تشيز بإحدى عشرة طلقة. ولخوفها من قتلها بتهمة التواطؤ، تنكر الأم شجاعة معرفتها بصاحب الجثة عند عرضها عليها، فتُرمى الجثة في حفرة للجيف.

### المشهد الرابع
لاحقًا، تذهب الأم شجاعة لخيمة اللواء لتسجيل شكوى بسبب تدمير الجنود لبضائعها وتغريمها بشكل غير قانوني. وتغني في أثناء انتظارها بالخارج «أغنية الاستسلام العظيم» لجندي شاب تواق للشكوى بسبب سرقة مكافأته، فتقنع الأغنية, والتي مغزاها أن الجميع يستسلم عاجلًا أم آجلًا، كلاهما لسحب شكواهما.

### المشهد الخامس
بعد مرور عامين، كانت العربة قد طافت ببڤاريا، وموراڤيا، وبولندا، وإيطاليا، و بڤاريا مجددًا لتقف في قرية خربتها الحرب بعد انتصار تيلي، اللواء الكاثوليكي، في ماغديبورغ. يشرب جنديان احتفالًا بنصرهما في مقصف الأم شجاعة إلا أنهما لا يدفعان المال، وعندما احتجت، تعذرا بأن قائدهم، تيلي، عطوف وإنساني ولم يسمح لهم بالنهب لأكثر من ساعة واحدة.

### المشهد السادس
في يوم جنازة اللواء الكاثوليكي تيلي، تناقشت الأم الشجاعة و القسيس عما إذا كانت الحرب ستستمر أم لا فيقنعها بأنها ستستمر، لذا تقرر بأنها ستستثمر المزيد من المال في عربتها. يعرض القسيس على الأم شجاعة الزواج به إلا أنها ترفض. تشتم الأم شجاعة الحرب بعد أن أتت كاترين وقد تم تشويهها واغتصابها وهي في طريقها لشراء بضائع. بعد ذلك، تعود الأم شجاعة لاتباع الجيش البروتستانتي.

### المشهد السابع
تغني الأم شجاعة أغنية تمجد الحرب لدرها المال عليها.

### المشهد الثامن
يوقض قرويان الأم شجاعة محاولين بيعها بعض الشراشف فتشتريها. ثم أُعلن خبر حلول السلام، فتتذمر الأم شجاعة لأنها اشترت بضائع جديدة لتوها. يأتي الطاهي ويخلق مشادة بين الأم شجاعة والقسيس. إيڤيت تظهر مجددًا كأرملة ثرية، وقد أصبحت أسمن وأكبر سنًا، وتكشف أن الطاهي كان عشيقها من قبل وأنه هو بيتر لتحذر الأم شجاعة منه. تغادر الأم شجاعة للبلدة، ويدخل آيليف جثة هامدة يجرها جنود. حيث تم إعدامه لقتله القرويين مرة أخرى إلا أنه فعلها هذه المرة في وقت السلام. الأم شجاعة لا تعلم بذلك. عندما اندلعت الحرب مجددًا، أطلق الطاهي والأم شجاعة مشروعهما المشترك.

### المشهد التاسع
في العام السابع عشر من الحرب كانت أرواح نصف سكان ألمانيا قد حُصدت، وقد نفذت المؤن والذخائر. تصل رسالة للطاهي من أوترخت أن أمه قد توفيت وتركت له نزلًا. فيعرض على الأم شجاعة أن تعمل معه، إلا أنه يرفض أخذ كاترين فهي مشوهة وبكماء وقد تنفر الزبائن. الأم شجاعة تضطر لرفض عرضه. بعدئذ، قامت الأم شجاعة وكاترين برمي متعلقات الطاهي من العربة والرحيل.

### المشهد العاشر
تمر الأم شجاعة وكاترين بمنزل فاخر يصدح منه صوت متغطرس يتغنى بالرخاء الذي يعيش فيه طوال العام، تنصتان في صمت ثم تسرعان في السير.

### المشهد الحادي عشر
بينما الأم شجاعة كانت خارج بلدة هاللا البروتستانتية الصغيرة، تأتي القوات الكاثوليكية لمحاصرتها. كاترين تستيقظ من نومها على أصوات فريق بحث والذي كان قد أخذ قرويًا ليدلهم. بينما قام الزوجان القرويان بالدعاء لسكان القرية بالنجاة، قامت كاترين بالتخفي وصعدت على سقف منزل ثم سحبت طبلة كانت قد خبئتها في مئزرها، وقامت بدق الطبلة لتنبيه السكان بالاجتياح الكاثوليكي. يعود الجنود ليرموها بالرصاص فتموت، إلا أنها قد نجحت في إيقاظ القرويين.

### المشهد الثاني عشر
في الصباح اليوم التالي، غنت الأم شجاعة تهويدة لجثمان ابنتها ممنيةً نفسها أنها نائمة. قام القرويون بتهدئتها، ثم سمحت لهم بدفنها وغادرت لتركب العربة آملة الذهاب لابنها آيليف غير مدركه لما حدث له. وما زالت الأم شجاعة تصر على كسب رزقها من الحرب.

## ردة فعل بريشت
بعد عرض المسرحية في سويسرا عام 1941 عبر بريشت عن قناعته بأن النقاد أساؤا فهمها. بينما تعاطف عدد منهم مع الأم شجاعة، أراد بريشت أن يظهرها كمخطئة لعدم إدراكها الأوضاع التي كانت وأبناؤها يمرون بها.